# Dead Cells
Dead Cells — французька відеогра в жанрі метроїдванії, видана незалежною ігровою студією Motion Twin та випущена 7 серпня 2018 року для таких платформ, як: Microsoft Windows, macOS, Linux, PlayStation 4, Xbox One та Nintendo Switch. На мобільні платформи Dead Cells була портована дещо пізніше. 28 серпня 2019 року відеогра була портована на iOS, а 3 червня 2020 року на Android. Гравець керує аморфною істотою, на ім'я Невільник. Головною метою для головного персонажа є втекти з острова та згодом убити короля цього острова. Досліджуючі процедурно згенеровані рівні, гравець отримує зброю, скарби та інше, що допомагає боротися проти сильних мутованих супротивників. Якщо персонаж, керований гравцем, втратить всі очки здоров'я, то будуть загублені всі предмети, що були здобути під час дослідження відеоігрових локацій.
Виробництво проєкту почалося після запланування студією Motion Twin сиквелу до своєї браузерної гри під назвою Die2Nite. Такі відеоігри, як Team Fortress 2, The Binding of Isaac та серія Dark Souls стали натхненням для французьких розробників. Після випуску Dead Cells, до неї було розроблено та випущено декілька розширень. Проєкт у жанрі метроїдванії отримав позитивні відгуки від критиків, що високо оцінили бойовий стиль і дизайн рівнів. Особлива похвала була спрямована на рівні та зброю, котрі генерувалися випадковим чином. До березня 2021 року Dead Cells розійшлася тиражем у 5 мільйонів копій.

## Сюжет

### Синопсис
Дія гри відбувається на безіменному острові, персонаж гравця — Невільник, аморфна істота, здатна вселятися в мертві тіла, що знаходяться в глибинах острова. Хоча «голова» Невільника безсмертна, тіла, якими він володіє, не безсмертні, і смерть змусить голову повернутися до каюти Невільників, щоб знайти інший труп. Взаємодія з неігровими персонажами обмежується серією рухів тіла, які вони демонструють. Гравцю також іноді показують думки ув'язненого через діалогові вікна.

### Історія
Невільник прокидається в глибинах острівної в'язниці, страждаючи від амнезії. Солдат зустрічає Невільника та каже, що більше не може померти. Він намагається втекти з в'язниці, але його голова повертається у глибини, як тільки його тіло руйнується. Між наступними спробами втечі Невільник дізнається, що острів колись був могутнім королівством, яке було зруйноване, коли чума, відома як «Малаїз», перетворила більшість жителів королівства на монстрів.
Після втечі з каюти ув'язнених головний герой вирішує вбити короля-затворника острова, вважаючи, що його смерть дозволить йому втекти. Залишаючи каюту, він зустрічається з Колекціонером — фігурою в каптурі, яка обмінює клітини на предмети та зброю. Після битв у заражених малаїзом місцях острова Невільник дістається тронного залу короля і йому вдається вбити коматозного короля. Проте труп короля вибухає, знищуючи тіло Невільника. З палаючих фрагментів зруйнованого трону виповзає його голова й намагається залишити острів, вийшовши через фонтан, але стік веде назад у каюту Невільника, де воскреслий герой розмірковує про наслідки смерті короля.

### Персонажі

#### Dead Cells
- Лицарка-наставниця (англ. Tutorial Knight)
- Колекціонер (англ. The Collector)
- Ґ'юллейн (англ. Guillain)
- Коваль (англ. The Blacksmith)
- Підмайстер коваля (англ. The Blacksmith's Apprentice)
- Кравець (англ. The Tailor)
- Писар (англ. The Scribe)
- Склепний демон (англ. Crypt Demon)
- Привид (англ. The Ghost)
- Король (англ. The King)
- Ґоллум (англ. Gollum)
- Лікар (англ. The Doctor)
- Банкір (англ. The Bank Teller)

#### Rise of the Giant
- Учень колекціонера (англ. The Collector's Intern)

#### The Bad Seed
- Болотний жрець (англ. Swamp Priest)

#### The Queen and the Sea
- Рибалка (англ. The Fisherman)

## Реакція
| Агрегатор  | Оцінка                                                     |
| ---------- | ---------------------------------------------------------- |
| Metacritic | NS: 89/100 PC: 89/100 PS4: 87/100 XONE: 91/100 iOS: 84/100 |

| Видання       | Оцінка |
| ------------- | ------ |
| Game Informer | 9/10   |
| GameSpot      | 9/10   |
| IGN           | 9.5/10 |
| Nintendo Life | 9/10   |
| TouchArcade   | [ 13 ] |

### Критичні рецензії
Dead Cells отримала позитивні відгуки критиків. Версія для Xbox One отримала «загальне визнання», а версії для PlayStation 4, Windows, Nintendo Switch і iOS отримали «переважно позитивні» відгуки, згідно із сайтом-агрегатором рецензій Metacritic. Брендін Тіррел з IGN похвалив гру за цікавий геймплей і генерацію рівнів: «Скелетом Dead Cells є те як вона генерує рівні й розташування ворогів і предметів. Це є кров, що тече в серці відеогри». Бойова система оцінюється, як «блискавична», «граціозна» й «спритна». Рецензенти порівнювали гру з Dark Souls, Diablo та Castlevania завдяки складності проходження та рівням, що постійно міняються. При цьому, відзначають візуальне й звукове оформлення. Сюжет Dead Cells зазнав критики, його назвали дещо нудним. Кірк Гамільтон з Kotaku вважав сюжет таким, що розчаровує, заявивши: «Якщо не вважати мізерної побудови світу, єдина історія тут — це історія руху вперед, вбивства всього й поступового вдосконалення у всьому». Деякі інші рецензенти вважають, що через систему смерті ранні рівні стають дедалі більше повторюваними. Коментатори назвали ігровий процес після перших кількох годин «мутним», а складність — «бездушною». Кріс Картер з Destructoid розкритикував гру, заявивши: «Бувають і такі моменти, коли ви ідеально проходите гру з чудовими предметами, що знайшли під час ігрового процесу. Одначе, потім ви потрапляєте до боса, якого ніколи ще раніше не бачили. Авжеж, він розбиває вас». Інші критики заявили, що це є корисним, оскільки дає гравцю постійні покращення, можливість випробувати весь контент гри та отримати повне знання ігрових механік. Нілу Ронаґану з Nintendo World Report також сподобалася система смерті: «Кожен запуск цікавий і веселий, коли я вмираю, єдина думка, що проноситься в моєму мозку, — почати спочатку та спробувати ще раз, просунувшись якнайдалі після попереднього запуску».

### Продажі
Приблизно через рік після виходу в дочасний доступ Dead Cells продала понад 730 000 екземплярів, а незадовго до повного релізу перевищила 850 000 екземплярів. До травня 2019 року, за десять місяців після виходу повної версії, продажі Dead Cells досягли двох мільйонів екземплярів. У березні 2021 року, під час анонсу останнього DLC, Dead Cells продала 5 мільйонів копій.

### Нагороди
| Рік  | Назва                                                 | Категорія                                       | Результат | Примітки      |
| ---- | ----------------------------------------------------- | ----------------------------------------------- | --------- | ------------- |
| 2017 | 2017 Ping Awards                                      | Найкраща інді-гра                               | Номінація | [ 31 ]        |
| 2017 | IGN Best of 2017                                      | Найкраща екшн-гра                               | Номінація | [ 32 ]        |
| 2018 | 2018 Golden Joystick Awards                           | Найкраща інді-гра                               | Перемога  | [ 33 ]        |
| 2018 | 2018 Golden Joystick Awards                           | Найкращий візуальний дизайн                     | Номінація | [ 34 ]        |
| 2018 | 2018 Golden Joystick Awards                           | Гра року                                        | Номінація | [ 35 ]        |
| 2018 | The Game Awards 2018                                  | Найкраща екшн-гра                               | Перемога  | [ 36 ]        |
| 2018 | The Game Awards 2018                                  | Найкраща незалежна гра                          | Номінація | [ 37 ]        |
| 2018 | Gamers' Choice Awards                                 | Найкраща інді-гра на думку фанатів              | Номінація | [ 38 ]        |
| 2018 | Australian Games Awards                               | Незалежна гра року                              | Номінація | [ 39 ]        |
| 2018 | New York Game Awards                                  | Найкраща інді-гра                               | Перемога  | [ 40 ] [ 41 ] |
| 2018 | National Academy of Video Game Trade Reviewers Awards | 2D/3D дизайн                                    | Перемога  | [ 42 ]        |
| 2018 | 15th British Academy Games Awards                     | Оригінальна інтелектуальна власність            | Номінація | [ 43 ]        |
| 2019 | SXSW Gaming Awards                                    | Найкращий ігровий процес                        | Номінація | [ 44 ]        |
| 2019 | SXSW Gaming Awards                                    | Найперспективніша нова інтелектуальна власність | Номінація | [ 44 ]        |
| 2019 | Italian Video Game Awards                             | Найкраща інді-гра                               | Номінація | [ 45 ]        |
| 2020 | Pégases Awards                                        | Найкраща мобільна гра                           | Перемога  | [ 46 ] [ 47 ] |
| 2020 | Pégases Awards                                        | Найкраща гра-сервіс                             | Перемога  | [ 46 ] [ 47 ] |